# Vestergårdsvej
Vestergårdsvej er et boligområde i Glostrup. Bebyggelsen består af almennyttige boliger – Bebyggelsen administreres af KAB.
Vestergårdsvej ligger ved Roskildevejen, tæt på Glostrup hallen.
Vestergårdsvej har i en periode været plaget af brand og hærværk og kan kategoriseret som et ghettoområde[kilde mangler], og har deraf nedsættende været kaldt for et belastende kvarter, men bebyggelsen kan ikke længere officielt betegnes som en udpeget ghetto.
|  | Denne artikel om lokaliteten Vestergårdsvej kan blive bedre, hvis der indsættes et (bedre) billede. Du kan hjælpe ved at afsøge Wikimedia Commons for et passende billede eller lægge et op på Wikimedia Commons med en af de tilladte licenser og indsætte det i artiklen. |

55°39′55.43″N 12°22′35.42″Ø / 55.6653972°N 12.3765056°Ø